# Baptist (naam)
Baptist komt van het Grieks βαπτιστής baptistès (onderdompelaar), en het Latijn baptista, en wordt rechtstreeks in verband gebracht met "de doper, Johannes de Doper".
Als voornaam vanaf de 14e eeuw als Baptiste, Jan Baptiste. In het Nederlands pas in de 17e eeuw, maar vooral in de 18e eeuw in de combinatie Jan Baptist of Jo(h)annes Baptist (patroon van de gemeente).
Als achternaam gebruikt vanaf de 15e eeuw. Ook onder de vorm Baptiste, Baptista, Batiste, Battista gebruikt.